# پوکو ایکس۳
پوکو ایکس۳، پوکو ایکس۳ ان‌اف‌سی و پوکو ایکس۳ پرو (به انگلیسی: POCO X3, POCO X3 NFC, POCO X3 Pro) تلفن‌های هوشمند مبتنی بر اندروید هستند که توسط شیائومی تولید و در ۷ سپتامبر ۲۰۲۰، ۲۲ سپتامبر ۲۰۲۰ و ۲۴ مارس ۲۰۲۱ معرفی شده‌اند. این گوشی دارای یک نمایشگر آی‌پی‌اس ال‌سی‌دی ۶٫۶۷ اینچی با رزولوشن فول‌اچ‌دی پلاس، دوربین اصلی ۶۴ مگاپیکسلی، فوق‌عریض ۱۳ مگاپیکسلی، ۲ مگاپیکسلی ماکرو و دوربین تشخیص عمق ۲ مگاپیکسلی، باتری ۵۱۶۰ میلی‌آمپری در نسخه‌های ان‌اف‌سی و پرو و ۶۰۰۰ میلی‌آمپری در نسخهٔ عادی، رم ۶ یا ۸ گیگابایت و حسگر اثر انگشت در کنار دستگاه است.

## مشخصات

### سخت‌افزار
پوکو ایکس۳ و ایکس۳ ان‌اف‌سی مجهز به چیپست کوالکام اسنپ‌دراگون ۷۳۲جی (۸ نانومتری) و جی‌پی‌یوی آدرنو ۶۱۸ هستند. این گوشی برای دفع گرما به Liquid Cool Technology 1.0 Plus مجهز شده‌است. این در حالیست که ایکس۳ پرو از چیپست کوالکام اسنپ‌دراگون ۸۶۰ (۷ نانومتری) و جی‌پی‌یوی آدرنو ۶۴۰ بهره می‌برد.
نمایشگر ۶٫۶۷ اینچی ۱۰۸۰ در ۲۴۰۰ پیکسل (نسبت ابعاد ۲۰ به ۹) این گوشی از نوع آی‌پی‌اس ال‌سی‌دی است که از نرخ تازه سازی ۱۲۰ هرتز و سرعت نمونه برداری لمسی ۲۴۰ هرتز پشتیبانی می‌کند. این صفحه نمایش توسط سازمان توف تأیید شده‌است.
این گوشی در نسخه‌های ایکس۳ و ایکس۳ ان‌اف‌سی دارای محافظ نمایشگر گوریلا گلس ۵، فریم دور آلومینیمی و پشت پلاستیکی است. این گوشی از استاندارد IP53 (مقاومت در برابر پاشش آب و ضد ورود گرد و غبار) پشتیبانی می‌کند. ایکس۳ پرو از محافظ نمایشگر گوریلا گلس ۶ بهره می‌برد که در محافظت از گوشی بهتر عمل می‌کند، اما در سایر مشخصه‌ها با دو گوشی دیگر یکسان است.
همچنین ۶ یا ۸ گیگابایت رم LPDDR4X، حافظهٔ ۶۴ یا ۱۲۸ گیگابایت UFS 2.1 و پشتیبانی از حافظه اس‌دی تا ۵۱۲ گیگابایت از دیگر مشخصات این گوشی هستند.
پوکو ایکس۳ دارای تنظیم دوربین پشتی چهارگانه با دوربین اصلی ۶۴ مگاپیکسل سونی اکسمور IMX682، دوربین فوق عریض ۱۳ مگاپیکسلی با زاویهٔ دید ۱۱۹ درجه، دوربین ماکرو ۲ مگاپیکسل و سنسور تشخیص عمق ۲ مگاپیکسل است. این تلفن فیلمبرداری وضوح ۴کی و با سرعت ۳۰ فریم بر ثانیه و فیلمبرداری آهسته با وضوح ۷۲۰ و با سرعت ۹۶۰ فریم بر ثانیه را پشتیبانی می‌کند. برنامهٔ دوربین به‌طور پیش فرض عکس‌های ۱۶ مگاپیکسلی را ارائه می‌دهد، درحالی که حالت حرفه‌ای در دوربین می‌تواند تصاویر ۶۴ مگاپیکسلی را ثبت کند.
ظرفیت باتری یون‌لیتیم این گوشی در نسخه‌های ان‌اف‌سی و پرو ۵۱۶۰ میلی‌آمپر ساعت است که می‌تواند از طریق درگاه شارژ USB-C تا ۳۳ وات شارژ شود. در حالی که ایکس۳ معمولی مجهز به باتری ۶۰۰۰ میلی‌آمپر ساعت است و همانند دو نسخه دیگر پشتیبانی از شارژ سریع ۳۳ وات دارد. در داخل جعبه به‌طور پیش فرض یک شارژر ۳۳ واتی قرار دارد.
حسگرهای دوربین مورد استفاده در این گوشی:
- اصلی: Sony IMX682
- سلفی: Samsung Isocell S5K3T2
- فوق عریض: Hynix HI1337
- ماکرو: Hynix HI259
- تشخیص عمق: OV OV02B1B

### نرم‌افزار
پوکو ایکس۳ و ایکس۳ ان‌اف‌سی به‌طور پیش‌فرض همراه با می‌یوآی ۱۲ برای پوکو، مبتنی بر اندروید ۱۰ با پوکو لانچر ۲٫۰ عرضه شده‌اند، در حالی که پوکو ایکس۳ پرو به‌طور پیش فرض با اندروید ۱۱ ولی با همان رابط‌کاربری عرضه شده‌است.

### قیمت
در بازار اروپا، ایکس۳ پرو در نسخهٔ رم ۶ گیگابایت و حافظه ۱۲۸ گیگابایت ۲۴۹ یورو و در نسخهٔ رم ۸ گیگابایت و حافظهٔ ۲۵۶ گیگابایت ۲۹۹ یورو قیمت دارد.